# Ебеко
Ебеко — стратовулкан, лежить у північній частині острова Парамушир за 6 км на північний захід від міста Сєвєро-Курильськ, в північній частині хребта Вернадського. За частотою вивержень Ебеко — один з найактивніших вулканів Курил. Координати вершини: 51° 41' північної широти і 15° 01' східної довготи. Висота вулкана 1156 метрів.

## Параметри
Породи вулкана: андезито-базальти і андезити. Вік — 2400 років (діючий вулкан). Фундаментом вулкана Ебеко є змінені породи сильно зруйнованих вулканічних утворень пізньоплейстоценового-ранньоголоценового віку.
Ебеко — складний вулкан типу «Сомма-Везувій», входить до складу вулканічного ланцюга хребта Вернадського. Сомма — залишки стародавнього зруйнованого при кальдероутворенні (вибуху або обваленні) вулкана, створюючи кільцевий або напівкільцевий вал навколо молодшого внутрішнього вулканічного конуса. Сомма вулкана діаметром 3-5 км. Вершина центрального конуса, витягнута в меридіональному напрямі, ускладнена трьома дотичними кратерами діаметрами 250-320 м і глибинами 70-100 м. У численних бічних кратерах — цирках і вибухових воронках — зосереджені центри фумарольної (виділення гарячого вулканічного газу з тріщин або каналів на дні і в стінках кратера вулкана) і гідротермальної діяльності.

## Дослідження
В кінці 1950-х — на початку 1960-х років співробітник Геологічного інституту АН СРСР К. Зеленов досліджував склад вод, що витікають з кратера вулкана Ебеко. Ним було виявлено залізо, алюміній, марганець в значних кількостях: у одному літрі води міститься 435 міліграм алюмінію, 220 міліграм заліза. Річка, що утворилася від злиття численних струмків, що стікають схилом, тільки за одну добу відносить в Охотське море близько 35 тонн розчиненого у воді заліза і 65 тонн алюмінію. Ці елементи витягують з вулканічних порід ґрунтові води, нагріті і насичені газами і елементами магми.

## Загрози
Потенційну небезпеку при виверженнях вулкана представляють попільні хмари, попелопади, лахарі (грязьові вулканічні потоки), хмари сірчистого газу і сірководню. Попільні викиди вулкана (до 5 кілометрів) небезпечні для аеропорту в місті Сєвєро-Курильськ і для місцевих авіаліній з висотами польотів 400-8000 метрів.
Пеплопади можливі в місті Сєвєро-Курильськ (7 кілометрів від вулкана), селищі Озерновський (90 кілометрів), місті Петропавловськ-Камчатський (315 кілометрів).
Спостереження показують, що в періоди підвищення активності вулкана в районі Северо-Курильська різко зростає небезпека отруєння токсичними газами.